# Riano (poeta)
Riano o Riano de Creta (en griego Ῥιανὸς ὁ Κρής) fue un poeta y gramático griego nacido en Creta, amigo y contemporáneo de Eratóstenes (275 a .C. - 195 a. C.). 
La Suda dice que primero fue esclavo y capataz de una palestra, pero que más tarde recibió educación y se dedicó a los estudios de gramática, probablemente en Alejandría. Preparó una nueva edición comentada de la Iliada y la Odisea; los escoliastas suelen recoger sus atétesis. Escribió epigramas, once de los cuales se conservan en la Antología griega y Ateneo. Pero se le conoció sobre todo por escribir poemas épicos (mitológicos y etnográficos), el más celebrado de los cuales fue Meseniaca en seis libros. En ella narraba la segunda guerra mesenia y las hazañas de su figura central Aristómenes; Pausanias lo usó como una fuente autorizada para escribir el libro cuarto de su obra. Otros poemas similares fueron Acaica, Elíaca y Tesálica. La Heraclea era un poema mitológico largo, probablemente una imitación del poema del mismo nombre escrito por Paniasis, en catorce libros.
Riano escribió también algunos poemas homoeróticos, como el fragmento 2D:

Ὧραί σοι Χάριτές τε κατὰ γλυκὺ χεῦαν ἔλαιον, 
   ὦ πυγά, κνώσσειν δ᾿ οὐδὲ γέροντας ἐᾷς. 
λέξον μοι, τίνος ἐσσί, μάκαιρα τύ, καὶ τίνα παίδων 
   κοσμεῖς; ἁ πυγὰ δ᾿ εἶπε “Μενεκράτεος”.
«Las Horas y las Gracias vertieron sobre ti dulce aceite, 
   culo, y tú impides a los viejos conciliar sueño. 
Dime, ¿de quién eres, vida mía, y en qué chico 
   resplandeces? Y el culo contestó: “De Menécrates”».
Riano I, fr. 2D

El poeta fue mencionado en un poema del poeta Constantino Kavafis titulado «Jóvenes de Sidón (A.D. 400)».